# Handske
Handsker er et stykke tøj, anvendt parvis, som beskyttelse eller beklædning af hænderne, med inddeling til hver finger. Den mest populære type handske bruges til at beskytte hænderne mod kulde. Handsker er ofte lavet af stof eller skind, men andre materialer anvendes også, især når handskerne skal anvendes til beskyttelse af hænder.
Vanter eller luffer ligner handsker, men vanter og luffer har typisk ét rum til tommelfingeren og ét rum til de øvrige fingre. Især børnevanter udstyres undertiden med en såkaldt idiotsnor – en snor, der forbinder vanterne og går gennem overtøjets ærmer, således at risikoen for at miste en vante formindskes.
Eksempler på forskellige typer handsker er:
- Arbejdshandsker
- Gummihandsker
- Jagthandsker
- Medicinske handsker
- Ridehandsker
- Sportshandsker, fx inden for Kendo.

## Galleri
- Et par skindhandsker
- Kote anvendes i forbindelse med Kendo.
- Babyvanter med "idiotsnor"
- Gummihandsker
- Medicinsk engangs latexhandske